# 이온원

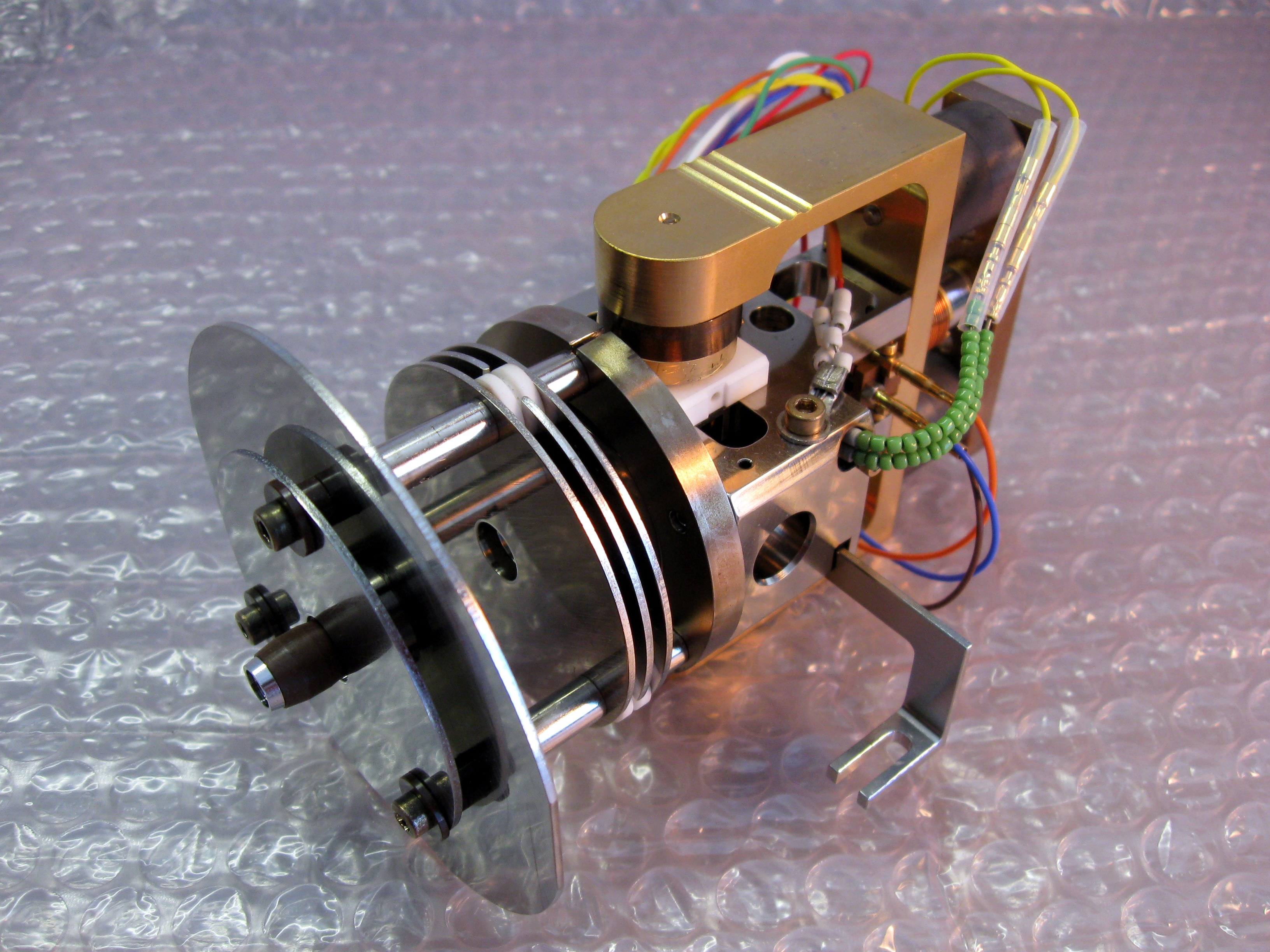

이온원은 원자와 분자 이온을 생성하는 장치이다. 이온원이 질량 분광기, 광선 방출 분광계, 입자 가속기, 이온 주입기 및 이온 엔진의 이온을 형성하는데 사용된다.

## 전자 이온화
전자 이온화는 특히 유기 분자, 질량 분석에서 널리 사용된다.

## 가스 방전 이온원

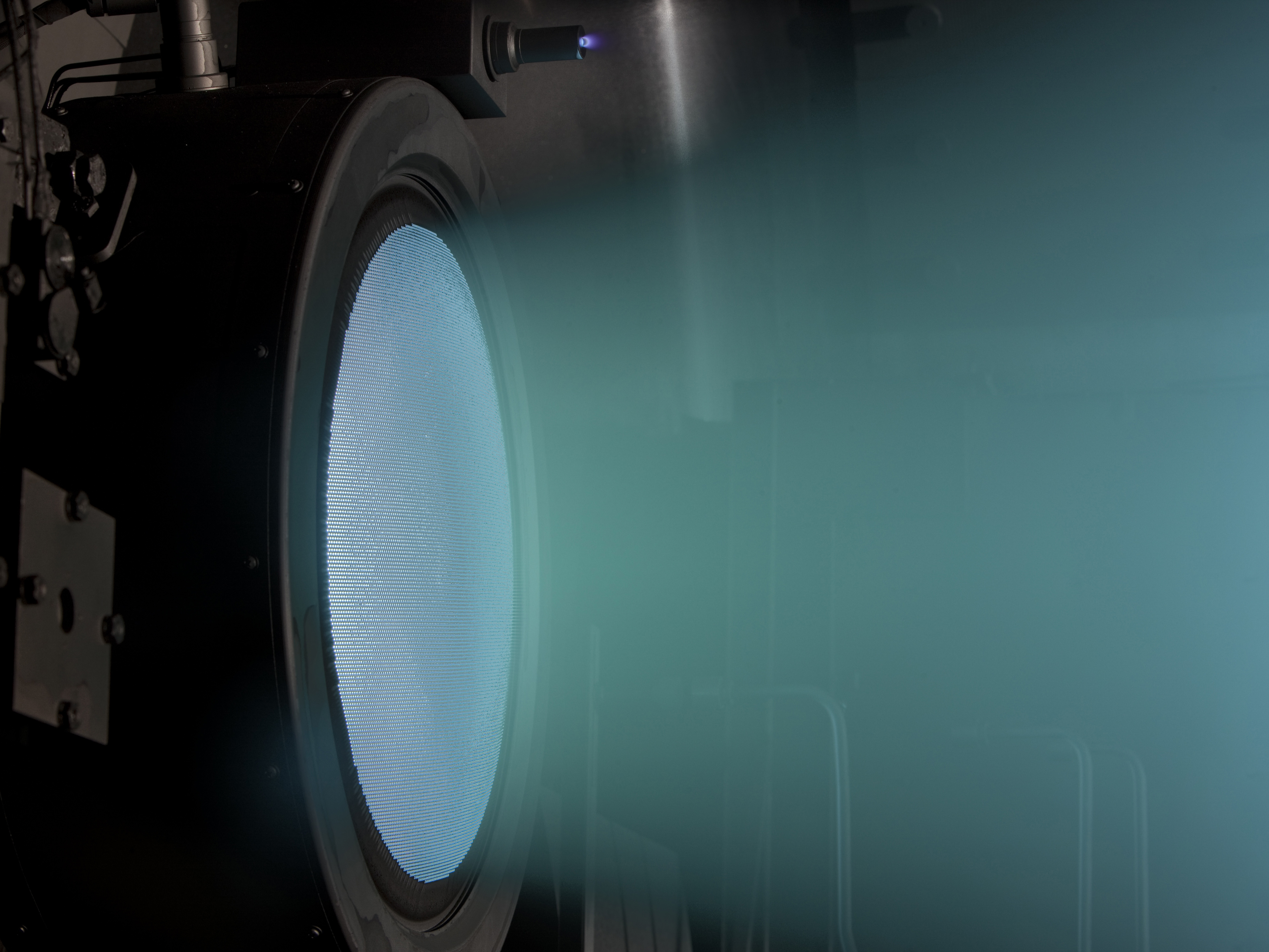

이러한 이온원은 이온을 생성하는 플라즈마 소스 또는 방전을 사용한다.

## 광 이온화
광 이온화는 이온이 원자 또는 분자와 광자의 상호 작용에서 형성된 이온화 공정이다.

## 같이 보기
- 이온 빔
- RF 안테나 이온원
- 온라인 동위 원소 질량 분리기